# Pignicourt
Pignicourt är en kommun i departementet Aisne i regionen Hauts-de-France i norra Frankrike. Kommunen ligger  i kantonen Neufchâtel-sur-Aisne som ligger i arrondissementet Laon. År 2022 hade Pignicourt 175 invånare.

## Befolkningsutveckling
Antalet invånare i kommunen Pignicourt
Referens: INSEE